# The Chipmunk Adventure
The Chipmunk Adventure е американски анимационен филм от 1987 година с участието на героите на анимационния сериал в събота сутрин „Алвин и катериците“ (Alvin and the Chipmunks) по NBC.
Филмът, режисиран от Джанис Карман и написан от Карман и Рос Багдасарян, и е озвучен от Карман, Багдасарян и Дуди Гудман, и последва „Чипоносковците“ (The Chipmunks) и „Рунтавелките“ (The Chipettes), докато отиват на състезание с балон с горещ въздух по света за пръстен за контрабанда на диаманти.

## Актьорски състав
| Роля                                                 | Изпълнител                                                  |
| ---------------------------------------------------- | ----------------------------------------------------------- |
| Алвин Севил Саймън Севил Дейв Севил                  | Рос Багдасарян младши                                       |
| Тиодор Севил Британи Милър Джанет Милър Елинор Милър | Джанис Карман                                               |
| Мис Беатрис Милър                                    | Дуди Гудмън                                                 |
| Клаудия Фърсщейн                                     | Сюзън Тайръл                                                |
| Клаус Фърсщейн                                       | Антъни де Лонджис                                           |
| Инспектор Джамал                                     | Кен Самсон                                                  |
| Арабския принц                                       | Нанси Картрайт                                              |
| Допълнителни гласове                                 | Франк Уелкър Чарлс Адлър Филип Кларк Пат Пини Джордж Поулос |

## Продукция
След успеха на анимационния сериал по NBC, Рос Багдасарян-младши започва да разработва концепция за пълнометражен игрален филм. Неуспехът на „Черния казан“ на Дисни през 1985 г. доведе до съкращаване на редица аниматори на Дисни (като Глен Кийн, Дан Хаскет и Дейв Пруиксма), които Багдасарян веднага нае да работи по филма си. Филмът е планиран за издаване на Коледа от 1986 година.
Багдасарян и съпругата му Джанис Карман решават сами да финансират проекта, като генерират толкова много приходи от телевизионния сериал „Алвин и катериците“. Тяхното решение да работят с няколко отвъдморски студиа доведе до големи производствени закъснения. Към края на 1986 г. производството е изоставало от графика, а недостигът на време и пари доведе до значителни съкращения на филма. Една изтрита сцена накарала Чипоносковците да отидат в Русия.

## Саундтрак
Саундтракът на The Chipmunk Adventure е съставен от Ранди Еделман и изпълняван от The Chipmunks and The Chipettes; Еделман също допринася песни за филма. Няколко песни по време на филма са изпълнени както от Chipmunks, така и от Chipettes. На 1 април 2008 г. саундтракът е преиздаден като бонус CD с DVD на филма.

### Песни
1. „Тема към The Chipmunk Adventure“ - Royal Philharmonic Orchestra
2. „I, Yi, Yi, Yi, Yi/Cuanto le Gusta“ - The Chipmunks
3. „Off to See the World“ - The Chipmunks and The Chipettes
4. „Weekend in France, Italy, England, Amsterdam, Greece...“ - Дейв Севил и The Chipmunks (чут инструментално във филма)
5. „Flying with the Eagles“ - The Chipmunks and the Chipettes (съкратена инструментална версия на солисти от хора, която се чува като част от по-дълга музика по време на началото на състезанието)
6. „Getting Lucky“ - The Chipettes
7. „Mexican Holiday“ - The Chipmunks (чут инструментално във филма)
8. „My Mother“ - The Chipettes
9. „Wooly Bully“ - The Chipmunks
10. „Diamond Dolls“ - The Chipettes

Песните се чуват във филма, но не и в албума
1. „Underwaterture“ - Ранди Еделман. - Дълъг музикален запис за подводната последователност. Неиздаден за запис.
2. „Come On-a My House“ - Дуди Гудмън. Неиздаден за запис. Изпят от Мис Милър.
3. „A Matter of Fact“ - Electric Light Orchestra. Записана през 1986 г. от тази група като източник на музика за последователността на филма „Wooly Bully“. Първо издаден като B-Side към британската версия на сингъла "So Serious", четири месеца преди излизането на филма. Не е налице в САЩ до 1990 г., когато е включен в първия комплект на групата, Afterglow.
4. „Witch Doctor“ - Дуди Гудмън. Неиздаден за запис. Изпят от Мис Милър.

## Пускане на филма
Филмът е промотиран една година преди излизането му на филмовия фестивал в Кан през 1986 г.
Въпреки че първоначално е планирано да пуснат на Коледа през 1986 г., филмът бе пуснат на 22 май 1987 г. чрез компанията The Samuel Goldwyn Company и Bagdasarian Productions. С отворен уикенд взеха $2 584 720, но в крайна сметка само в Северна Америка са спечелили $6 804 312 долара.

### Критично приемане
В Ню Йорк Таймс, Жанет Маслин коментира, че филмът е приятен както за родителите, така и за децата. В своето „Семейно ръководство за филми на видео“, Хенри Херкс смята филма за „очарователно, безгрижно отклонение за по-младата група“ и отбеляза, че то прилича на „музикално ревю на поп мелодии“. Йохана Щайнметс от „Чикаго Трибюн“ даде на филма три звезди от четири, заявявайки, че включването на незначителните герои (особено злодеите) би запазило зрителя от инсулинова криза. Чарлс Соломон от „Лос Анджелис Таймс“ коментира "слушане на шест малки герои, говорене и пеене в ускорени гласове за falsetto за 76 минути става истински тест за издръжливостта на зрителя." Соломон също така каза, че злодеите приличат на тези от филм на Ралф Бакши и не се вписват в света на The Chipmunks.
В "Siskel & Ebert & The Movies" Роджър Еберт коментира, че анимацията е малко по-добра от телевизионния сериал, но критикува „тъпата и предвидима“ история на филма. когато Джийн Сискел критикува сюжета за това, че е излязъл от анимационния сериал в събота сутрин, особено чрез въвеждането на филма към The Chipettes. Еберт и Сискел също критикуваха сюжета и гласовете на The Chipmunks, като Еберт ги сравняваше с „нокти на дъската“. Сискел и Еберт в крайна сметка отпуснаха филма.
На уебсайта за агрегиране на преглед Rotten Tomatoes, филмът има одобрение от 75% въз основа на 8 отзива, със средна оценка 6.6 / 10.

### Домашно видео
Филмът е издаден на VHS от Lorimar Home Video през 1988 г., после на Warner Home Video през 1992 г. и на Universal Studios Home Video през 1998 г. На 23 май 2006 г. е пуснат на DVD от Paramount Home Entertainment дигитално ремастериран от оригиналния 35-мм филм и представен с 5.1 съраунд звук. Специално издание на DVD с премиерата на филма с бонус компактдиск (който е същият саунд диск) бе пуснато на 1 април 2008 г., което съвпада с това на игрално / компютърно-анимационния филм „Алвин и чипоносковците“ (2007) и друг DVD том на The Chipmunks Go To The Movies. На 25 март 2014 г. филмът беше пуснат за първи път на Blu-ray.